# Canis lupus monstrabilis
El lobo tejano o de Texas (Canis lupus monstrabilis) fue descrito como una posible subespecie de lobo que habitaba principalmente en los estados norteamericanos de Texas y Nuevo México, de tamaño mediano, con un peso que oscilaba entre los 24 y los 36 kilogramos en los ejemplares adultos y una longitud media de entre 120 y 135 centímetros. De color oscuro, era característico por tener ciertos matices de color canela en la parte superior de su cabeza.
Aunque inicialmente fue descrito como una subespecie distinta a otras, estudios genéticos posteriores hicieron a algunos investigadores proponer la eliminación como subespecie y su integración taxonómica dentro del lobo mexicano (Canis lupus baileyi) propuesta aceptada en 1983 por el Servicio de Pesca y Vida Silvestre de los Estados Unidos.
En la actualidad en México se está tratando de recuperar al lobo en su estado salvaje tras su situación extremadamente crítica hacia 1980 cuando apenas quedaba una población fragmentada de medio centenar de ejemplares en los estados de Durango y Chihuahua. Numerosas instituciones, zoológicos, así como las autoridades y los particulares luchan por su recuperación, logrando aumentar estos últimos años el número de ejemplares, si bien los posibles ataques al ganado y la respuesta que los afectados pudieran dar complican los esfuerzos.